# Шимоне, Клаудио
Клаудио Шимоне (итал. Claudio Scimone; 23 декабря 1934, Падуя — 6 сентября 2018) — итальянский дирижёр.

## Биография
Учился у Карло Цекки, Димитриса Митропулоса и Франко Феррары.
В 1959 году основал оркестр I Solisti Veneti, исполняющий барочную музыку, и стал руководить этим коллективом. В 1979—1986 годах главный дирижёр лиссабонского Оркестра Гульбенкяна, затем его почётный дирижёр. Сотрудничал с Королевским филармоническим оркестром, симфоническим оркестром Ёмиури и др. Выступал как оперный дирижёр, особенно известны работы Шимоне в Опере Монте-Карло.
В 1971—2002 гг. руководил Падуанской консерваторией.

## Репертуар
Наиболее известны его исполнение и записи произведений Боккерини, Перголези, Альбинони, Вивальди, Генделя, опер Доницетти и Россини.

## Признание
Почетный доктор Падуанского университета. Премия Грэмми. Орден «За заслуги перед Итальянской Республикой».